# Leitender Oberstudiendirektor
Leitender Oberstudiendirektor (LOStD) ist eine Amtsbezeichnung für Beamte im höheren Schuldienst in Bayern. Die Amtsinhaber sind in Besoldungsgruppe B 3 eingruppiert.
Der Leitende Oberstudiendirektor stellt im Schuldienst an Gymnasien, Gesamtschulen, berufsbildende Schulen und Studienseminaren das vierte und höchste Beförderungsamt (in Bayern) nach der Ernennung zum Studienrat dar. Das erste Beförderungsamt ist Oberstudienrat, das zweite Studiendirektor, das dritte Oberstudiendirektor. Die Amtsinhaber fungieren gleichzeitig als Schulleiter eines Gymnasiums und als für die Gymnasien eines Regierungsbezirks zuständige Schulaufsichtsbeamte. Entsprechende Funktionen gibt es auch für die anderen Schularten (Leitende Realschulrektoren etc.).

## Beförderung und Bewerbung
Die Beförderung zum Leitenden Oberstudiendirektor ist, von wenigen Ausnahmen abgesehen, mit der Bestellung zum Oberstudiendirektor einer Schule mit einer bestimmten Mindestgröße oder zum Leiter eines Studienseminars für das Lehramt an Gymnasien bzw. berufsbildenden Schulen verbunden. Die Bewerber sollen vertiefte Erfahrungen auf der Leitungsebene im Schulbereich, etwa als ständiger Vertreter des Schulleiters, Fachabteilungsleiter einer Schule oder Schulaufsichtsbeamter, z. B. als Fachberater, gesammelt haben. Formal können sich aber alle Lehrer der Besoldungsgruppen A 13, A 14 und A 15 bewerben. Im Falle einer Auswahl aus den unteren Besoldungsgruppen gibt es aber keine Sprungbeförderung nach B 3, sondern es wird aufsteigend nacheinander jedes Beförderungsamt mit seinen entsprechenden Wartezeiten durchlaufen. 
Die Stellen für leitende Oberstudiendirektoren werden, wie alle Stellen, ausgeschrieben. Die Bewerber müssen sich im Bewerbungsverfahren für diese Stelle nach Eignung, Leistung und Befähigung gemäß Artikel 33 des Grundgesetzes qualifizieren. In Bayern müssen sich die Bewerber auch dem zuständigen Schul- und Schulträgerausschuss vorstellen, der teilweise ein Vorschlagsrecht für die Besetzung der Stelle hat. Die endgültige Entscheidung über die Besetzung der Stelle trifft der Dienstvorgesetzte, zudem ist auch die Zustimmung des Schulträgers nötig.